# Chavān
Chavān (persiska: چوان, Chavān Bāgh, چوان باغ) är en ort i Iran.   Den ligger i provinsen Östazarbaijan, i den nordvästra delen av landet, 500 km väster om huvudstaden Teheran. Chavān ligger 1 669 meter över havet och antalet invånare är 776.
Terrängen runt Chavān är kuperad åt nordväst, men åt sydost är den platt.Runt Chavān är det ganska tätbefolkat, med 155 invånare per kvadratkilometer. Närmaste större samhälle är Marāgheh, 9,7 km väster om Chavān. Trakten runt Chavān består till största delen av jordbruksmark.